# 奥利维娅·斯马特
奥利维娅·斯马特（英語：Olivia Smart，1997年4月1日—），英国、西班牙女子花样滑冰运动员，2018年秋季经典赛冰舞银牌得主、2021年秋季经典赛冰舞银牌得主、2021年加拿大大奖赛冰舞铜牌得主、2024年美国大奖赛冰舞铜牌得主。